# Kara Michał
Kara Michał (bułg. Кара Михал) – wieś w Bułgarii, w obwodzie Razgrad, w gminie Samuił. W 2023 roku liczyła 77 mieszkańców.